# Tháp giáo đường ở Jam
Tháp giáo đường ở Jam là một tháp giáo đường và Di sản thế giới nằm ở phía Tây của Afghanistan. Nó nằm tại huyện Shahrak thuộc tỉnh Ghor, bên cạnh sông Hari. Tòa tháp giáo đường cao 65 mét (213 ft) được xây dựng vào năm 1190, hoàn toàn bằng gạch nung với vữa và gạch tráng men trang trí nằm trên bề mặt, xen kẽ là chữ thư pháp Kufic và Naskh, các mẫu hình học và câu thơ trong Qur'an. Từ năm 2002, nó được UNESCO công nhận là Di sản thế giới và đồng thời cũng bị liệt vào danh sách di sản thế giới bị đe dọa cùng năm đó do sự đe dọa bởi xói mòn cũng như công tác bảo tồn thiếu tích cực. Năm 2014, báo cáo từ BBC, nguy cơ sụp đổ của tòa tháp sắp xảy ra.

## Mô tả
Nó trải qua thời gian dài bị quên lãng cho đến khi được phát hiện bởi nhà thám hiểm người Anh Thomas Holdich vào năm 1886 và được thế giới biết đến vào năm 1956 qua những nghiên cứu của hai nhà khảo cổ học người Pháp André Maricq và Wiet Herberg. Tòa tháp có hình tròn nằm trên nền móng hình bát giác cao 9 mét. Nó có hai ban công gỗ và trên đỉnh là một cửa trời. Tháp giáo đường ở Jam có sự tương đồng đáng kinh ngạc với tháp giáo đường Ghazni được xây dựng bởi Masud III. Công trình được cho là nguồn cảm hứng trực tiếp của tháp Qutb Minar ở Delhi, Ấn Độ.
Tháp giáo đường này là một trong số 60 tháp giáo đường được xây dựng từ thế kỷ 11 đến 13 ở Trung Á, Iran và Afghanistan bao gồm cả tháp giáo đường Kutlug Timur ở Urgench cổ, từ lâu được coi là tháp giáo đường cao nhất trong số đó còn tồn tại. Nó được xây dựng như là biểu tượng chiến thắng của đạo Hồi, trong khi nhiều tòa tháp đơn giản chỉ là cột mốc hoặc tháp canh nhỏ.
Cảnh quan khảo cổ bao quanh là tàn tích của một cung điện, công sự, lò gốm, nghĩa trang Do Thái, được cho là phần còn lại của thành phố bị lãng quên của dãy núi Turquoise.
Tòa tháp mang đầy đủ những đặc điểm về kiến trúc, văn hóa và nghệ thuật của thời kỳ và vùng đất xây dựng. Tuyệt tác của tháp chính là vị trí nằm ở con sông bên dưới Thung lũng với vách núi phía sau. Nó là đại diện tiêu biểu cho nền văn hóa Hồi giáo với lối kiến trúc và trang trí. Tòa tháp chính là chứng nhân cho sự thịnh vượng của Triều đại Ghurid cực thịnh vào thế kỷ 12, đánh dấu những chiến công của các Sultan ở đất nước thuộc lục địa Tiểu Ấn này.

## Lịch sử

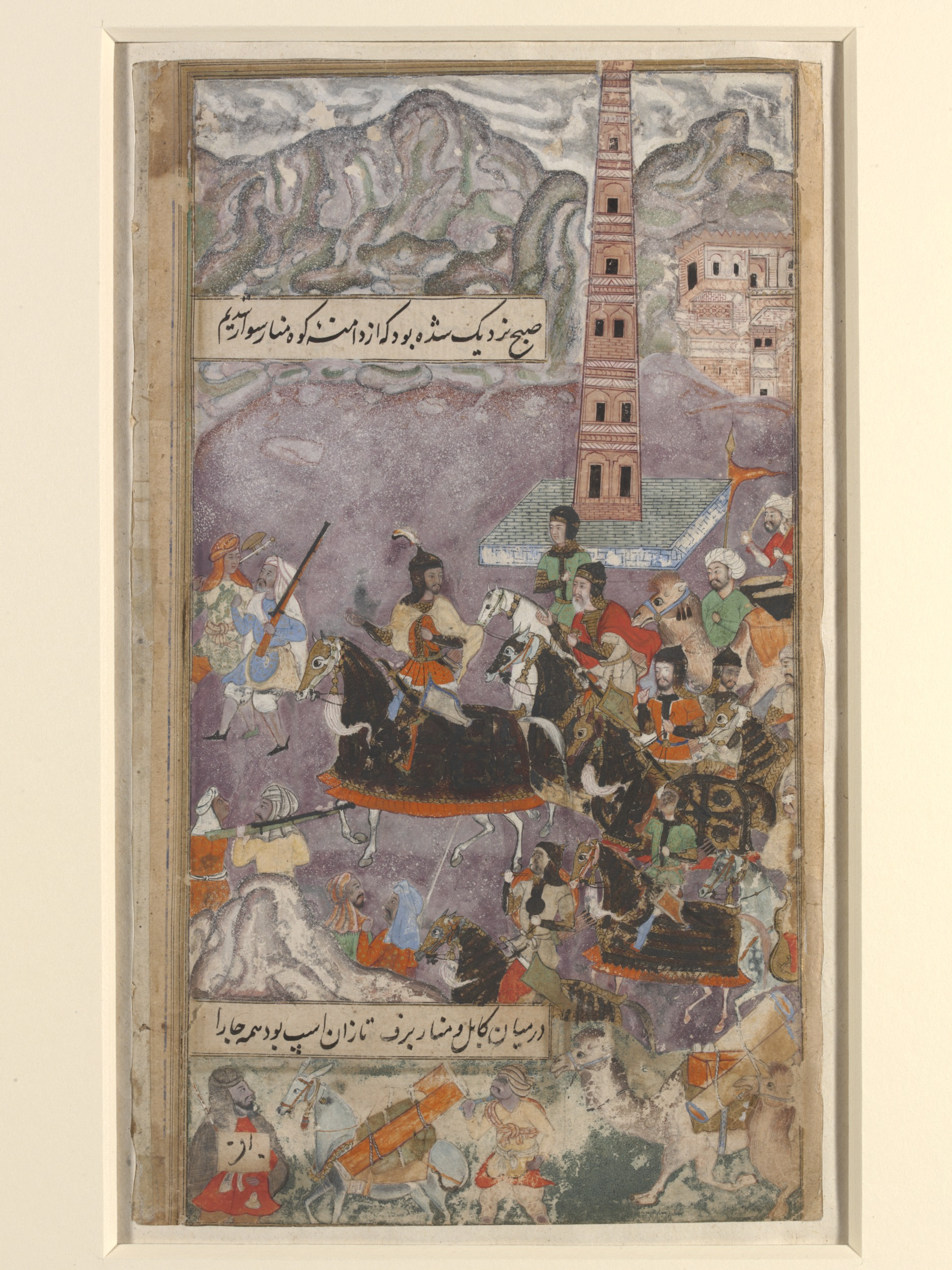
Kẻ chinh phục Timurid Babur băng qua tháp giáo đường Jam và dãy núi để đến Kabul.

Tháp giáo đường ở Jam có lẽ nằm ở vị trí từng là thủ đô của Vương triều Ghurid, Firozkoh. Trong thế kỷ 12 và 13, lãnh thổ của Vương triều này gồm phần bây giờ là Afghanistan và cả phía đông Iran, phía bắc Ấn Độ và một phần của Pakistan.
Các mô tả bằng tiếng Ả Rập về ngày dựng nên tháp giáo đường này không rõ ràng, có thể là 1193-94 hoặc 1174-75. Theo một giả thuyết thì nó kỉ niệm chiến thắng của sultan Ghurid là Ghiyas ud-Din trước quân Ghaznevid vào năm 1186 ở Lahore. Tuy nhiên, một nhà khảo cổ người Anh và là giám đốc của Viện nghiên cứu Afghanistan của Anh, Ralph Pinder-Wilson, trong một nghiên cứu về tháp giáo đường ở Jam và Ghazni ở thập niên 1970 đã cho rằng tháp giáo đường này được xây dựng để kỉ niệm chiến thắng của em trai của Ghiyath ud-Din là Muhammad của Ghor trước Prithviraj Chauhan để có thể mở rộng phạm vi ảnh hưởng của Hồi giáo. Pinder-Wilson tin rằng tháp này được xây theo phong cách của thời kì mà các tháp chiến thắng được dựng để khẳng định sức mạnh chinh phục của Hồi giáo.
Tháp giáo đường này được cho là có mối liên hệ với Nhà thờ Hồi giáo chính ở Firozkoh. Theo nhà chép sử của Ghurid Abu 'Ubayd al-Juzjani thì nhà thờ này đã bị cuốn trôi mất sau một trận lụt lớn, ở thời điểm trước khi quân Mông Cổ vây hãm đầu thế kỉ 13. Khi Dự án khảo cổ Tháp giáo đường ở Jam làm việc tại đây đã tìm ra các bằng chứng cho thấy một công trình có sân lớn ở bên cạnh tháp và những trầm tích của sông ở trên lớp gạch nung.
Thời kì thịnh trị của đế chế Ghurid kết thúc sau cái chết của Ghiyath ud-Din vào năm 1202. Lãnh thổ của đế chế này bị đế chế Khwarezm xâm chiếm. Theo Juzjani thì Firuzkuh bị người Mông Cổ phá huỷ vào năm 1222..
Tháp giáo đường này ít được thế giới bên ngoài biết đến, cho tới khi Thomas Holdich có báo cáo về nó năm 1886 khi đang làm việc cho Uỷ ban biên giới Afghanistan. Tuy nhiên nó vẫn không được chú ý đến cho đến năm 1957 với công trình của các nhà khảo cổ người Pháp André Maricq và Gaston Wiet. Sau đó, Werner Herberg thực hiện một số nghiên cứu hạn chế ở địa điểm này trong thập niên 1970 và Ralph Pinder-Wilson hoàn tất nghiên cứu cũng trong thập niên 1970, trước khi quân Liên Xô vào Afghanistan năm 1979, cắt đứt việc nghiên cứu của các nhà khoa học phương Tây.